# Haycockite
La haycockite è un minerale.